# أوستين صامويلز
أوستين صامويلز (بالإنجليزية: Austin Samuels)‏ هو لاعب كرة قدم بريطاني في مركز الهجوم، ولد في 20 نوفمبر 2000. لعب مع برادفورد سيتي وكيدرمينستر هاريرز ووولفرهامبتون واندررز.

## وصلات خارجية
- أوستين صامويلز على موقع قاعدة بيانات كرة القدم.إي يو (الإنجليزية)
- أوستين صامويلز على موقع Soccerbase.com (لاعب) (الإنجليزية)
- أوستين صامويلز على موقع Soccerway.com (الإنجليزية)